# Gouvernement Juncker-Asselborn II
Grand-Duché de Luxembourg
Gouvernement Juncker-Asselborn I Gouvernement Bettel I
Le gouvernement Juncker-Asselborn II (luxembourgeois : Regierung Juncker-Asselborn II), est le gouvernement du Luxembourg en fonction du 23 juillet 2009 au 4 décembre 2013.

## Les élections
Le Parti chrétien-social sort vainqueur du scrutin du 7 juin 2009. Il obtient 38,04 % des suffrages et 26 mandats. Son partenaire de coalition, le Parti ouvrier socialiste luxembourgeois, perd un siège et ne dispose plus que de 13 élus à la nouvelle Chambre des députés. Il reste cependant la deuxième formation politique du pays en nombre de mandats. Le Parti démocratique, qui avait déjà subi des pertes importantes aux élections précédentes en 2004, ne garde plus que neuf sièges (10 en 2004 et 15 en 1999). Le parti écologiste Déi Gréng confirme ses bons résultats de 2004 et parvient à se maintenir à sept mandats. L’ADR, qui en avril 2006 a changé son nom d’Aktiounskomitee fir Demokratie a Rentegerechtegkeet en Alternativ Demokratesch Reformpartei, ne réussit pas à élargir sa base électorale et n’obtient que quatre sièges (cinq en 2004). Par contre, le parti de gauche Déi Lénk, absent entre 2004 et 2009, est à nouveau présent au sein de la Chambre des députés avec un élu. Les deux autres formations inscrites aux élections, le Parti communiste et la Biergerlëscht, ne gagnent aucun siège. À l’issue du scrutin, le Parti chrétien-social entame des négociations de coalition avec le Parti ouvrier socialiste luxembourgeois pour former « un gouvernement de la continuité et de la responsabilité ». L’accord de coalition est signé le 20 juillet et trois jours plus tard a lieu la cérémonie d’assermentation du nouveau gouvernement au château de Colmar-Berg.

## Composition

### Initiale (23 juillet 2009)
À la suite des élections législatives du 7 juin 2009, le gouvernement est constitué comme suit.
| Portefeuille | Titulaire | Titulaire              | Parti |
| --- | --------- | ---------------------- | ----- |
| Premier ministre Ministre d'État Ministre du Trésor |           | Jean-Claude Juncker    | CSV   |
| Vice-Premier ministre Ministre des Affaires étrangères |           | Jean Asselborn         | LSAP  |
| Ministre de la Famille et de l'Intégration Ministre de la Coopération et de l'Aide humanitaire |           | Marie-Josée Jacobs     | CSV   |
| Ministre de l'Éducation nationale et de la Formation professionnelle |           | Mady Delvaux-Stehres   | LSAP  |
| Ministre des Finances |           | Luc Frieden            | CSV   |
| Ministre de la Justice Ministre de Fonction publique et de la Réforme administrative Ministre de l'Enseignement supérieur et de la Recherche Ministre des Communications et des Médias Ministre de la Religion  |           | François Biltgen       | CSV   |
| Ministre de l'Économie et du Commerce extérieur |           | Jeannot Krecké         | LSAP  |
| Ministre de la Santé Ministre de la Sécurité sociale |           | Mars Di Bartolomeo     | LSAP  |
| Ministre de l'Intérieur et à la Grande Région Ministre de la Défense |           | Jean-Marie Halsdorf    | CSV   |
| Ministre du Développement durable et des Infrastructures |           | Claude Wiseler         | CSV   |
| Ministre du Travail, de l'Emploi et de l'Immigration |           | Nicolas Schmit         | LSAP  |
| Ministre de la Culture Ministre des Relations avec le Parlement Ministre de la Simplification administrative (auprès du Premier ministre) Ministre déléguée à la Fonction publique et la Réforme administrative |           | Octavie Modert         | CSV   |
| Ministre du Logement Ministre délégué pour le Développement durable et les Infrastructures |           | Marco Schank           | CSV   |
| Ministre des Classes moyennes et du Tourisme Ministre de l'Égalité des chances |           | Françoise Hetto-Gaasch | CSV   |
| Ministre de l'Agriculture, de la Viticulture et du Développement rural Ministre des Sports Ministre délégué à l'Économie solidaire                                                                              |           | Romain Schneider       | LSAP  |

### Remaniement du1erfévrier 2012
Jeannot Krecké quitte le gouvernement. Entre au gouvernement Étienne Schneider qui est nommé ministre de l'Économie et du Commerce extérieur.
À la suite du remaniement ministériel du 1er février 2012, le gouvernement est constitué comme suit.
| Portefeuille | Titulaire | Titulaire              | Parti |
| --- | --------- | ---------------------- | ----- |
| Premier ministre Ministre d'État Ministre du Trésor |           | Jean-Claude Juncker    | CSV   |
| Vice-Premier ministre Ministre des Affaires étrangères |           | Jean Asselborn         | LSAP  |
| Ministre de la Famille et de l'Intégration Ministre de la Coopération et de l'Aide humanitaire |           | Marie-Josée Jacobs     | CSV   |
| Ministre de l'Éducation nationale et de la Formation professionnelle |           | Mady Delvaux-Stehres   | LSAP  |
| Ministre des Finances |           | Luc Frieden            | CSV   |
| Ministre de la Justice Ministre de Fonction publique et de la Réforme administrative Ministre de l'Enseignement supérieur et de la Recherche Ministre des Communications et des Médias Ministre de la Religion  |           | François Biltgen       | CSV   |
| Ministre de la Santé Ministre de la Sécurité sociale |           | Mars Di Bartolomeo     | LSAP  |
| Ministre de l'Intérieur et à la Grande Région Ministre de la Défense |           | Jean-Marie Halsdorf    | CSV   |
| Ministre du Développement durable et des Infrastructures |           | Claude Wiseler         | CSV   |
| Ministre du Travail, de l'Emploi et de l'Immigration |           | Nicolas Schmit         | LSAP  |
| Ministre de la Culture Ministre des Relations avec le Parlement Ministre de la Simplification administrative (auprès du Premier ministre) Ministre déléguée à la Fonction publique et la Réforme administrative |           | Octavie Modert         | CSV   |
| Ministre du Logement Ministre délégué pour le Développement durable et les Infrastructures |           | Marco Schank           | CSV   |
| Ministre des Classes moyennes et du Tourisme Ministre de l'Égalité des chances |           | Françoise Hetto-Gaasch | CSV   |
| Ministre de l'Agriculture, de la Viticulture et du Développement rural Ministre des Sports Ministre délégué à l'Économie solidaire                                                                              |           | Romain Schneider       | LSAP  |
| Ministre de l'Économie et du Commerce extérieur |           | Étienne Schneider      | LSAP  |

### Remaniement du 30 avril 2013
François Biltgen et Marie-Josée Jacobs quittent le gouvernement. Jean-Claude Juncker est nommé ministre des Cultes. Luc Frieden est nommé ministre des Communications et des Médias. Octavie Modert est nommée ministre de la Justice et ministre de la Fonction publique et de la Réforme administrative. Entrent au gouvernement Marc Spautz et Martine Hansen. Marc Spautz est nommé ministre de la Famille et de l'Intégration, ministre de la Coopération et de l'Action humanitaire et ministre aux Relations avec le Parlement. Martine Hansen est nommée ministre de l'Enseignement supérieur et de la Recherche.
À la suite du remaniement ministériel du 30 avril 2013, le gouvernement est constitué comme suit.
| Portefeuille | Titulaire | Titulaire              | Parti |
| --- | --------- | ---------------------- | ----- |
| Premier ministre Ministre d'État Ministre du Trésor Ministre des Cultes |           | Jean-Claude Juncker    | CSV   |
| Vice-Premier ministre Ministre des Affaires étrangères |           | Jean Asselborn         | LSAP  |
| Ministre de l'Éducation nationale et de la Formation professionnelle |           | Mady Delvaux-Stehres   | LSAP  |
| Ministre des Finances Ministre des Communications et des Médias |           | Luc Frieden            | CSV   |
| Ministre de la Santé Ministre de la Sécurité sociale |           | Mars Di Bartolomeo     | LSAP  |
| Ministre de l'Intérieur et à la Grande Région Ministre de la Défense |           | Jean-Marie Halsdorf    | CSV   |
| Ministre du Développement durable et des Infrastructures |           | Claude Wiseler         | CSV   |
| Ministre du Travail, de l'Emploi et de l'Immigration |           | Nicolas Schmit         | LSAP  |
| Ministre de la Justice Ministre de la Culture Ministre de la Fonction publique et à la Réforme administrative Ministre à la Simplification administrative (auprès du Premier ministre) |           | Octavie Modert         | CSV   |
| Ministre du Logement Ministre délégué pour le Développement durable et les Infrastructures                                                                                             |           | Marco Schank           | CSV   |
| Ministre des Classes moyennes et du Tourisme Ministre de l'Égalité des chances |           | Françoise Hetto-Gaasch | CSV   |
| Ministre de l'Agriculture, de la Viticulture et du Développement rural Ministre des Sports Ministre délégué à l'Économie solidaire                                                     |           | Romain Schneider       | LSAP  |
| Ministre de l'Économie et du Commerce extérieur |           | Étienne Schneider      | LSAP  |
| Ministre de la Famille et de l'Intégration Ministre de la Coopération et de l'Action humanitaire Ministre aux Relations avec le Parlement                                              |           | Marc Spautz            | CSV   |
| Ministre de l'Enseignement supérieur et de la Recherche |           | Martine Hansen         | CSV   |